# Бейкой
Бейкой (рум. Băicoi) — місто у повіті Прахова в Румунії. Адміністративно місту підпорядковані такі села (дані про населення за 2002 рік):
- Димбу (1394 особи)
- Лілієшть (3457 осіб)
- Скела (1075 осіб)
- Туфень (1216 осіб)
- Цинтя (2986 осіб)

Місто розташоване на відстані 69 км на північ від Бухареста, 16 км на північний захід від Плоєшті, 71 км на південь від Брашова.

## Населення
За даними перепису населення 2002 року у місті проживали 20 020 осіб.
Національний склад населення міста:
| Національність | Кількість осіб | Відсоток |
| -------------- | -------------- | -------- |
| румуни         | 19880          | 99,3%    |
| цигани         | 127            | 0,6%     |
| угорці         | 8              | < 0,1%   |
| словаки        | 2              | < 0,1%   |
| серби          | 1              | < 0,1%   |
| вірмени        | 1              | < 0,1%   |

Рідною мовою назвали:
| Мова       | Кількість осіб | Відсоток |
| ---------- | -------------- | -------- |
| румунська  | 20006          | 99,9%    |
| угорська   | 7              | < 0,1%   |
| циганська  | 3              | < 0,1%   |
| словацька  | 2              | < 0,1%   |
| італійська | 1              | < 0,1%   |

Склад населення міста за віросповіданням:
| Релігія            | Кількість осіб | Відсоток |
| ------------------ | -------------- | -------- |
| православні        | 19458          | 97,2%    |
| адвентисти         | 202            | 1,0%     |
| лютерани           | 117            | 0,6%     |
| бретрени           | 87             | 0,4%     |
| п'ятдесятники      | 41             | 0,2%     |
| римо-католики      | 34             | 0,2%     |
| баптисти           | 27             | 0,1%     |
| реформати          | 5              | < 0,1%   |
| атеїсти            | 3              | < 0,1%   |
| старообрядці       | 2              | < 0,1%   |
| греко-католики     | 1              | < 0,1%   |
| не вказали релігію | 19             | 0,1%     |

## Зовнішні посилання
- Дані про місто Бейкой на сайті Ghidul Primăriilor [Архівовано 15 травня 2012 у Wayback Machine.]